# Говяды
Говя́ды (бел. Гавя́ды) — агрогородок в Шкловском районе Могилёвской области Беларуси, центр Толкачевского сельсовета и ОАО «Говяды-Агро».

## География
Агрогородок расположен в 17 километрах к юго-западу от Шклова, в 56 от Могилёва, в 9 км от железнодорожной станции Лотва на линии Могилёв — Орша. На севере граничит с лесом.

## История
Говяды известны с XVIII века. После 1-го раздела Речи Посполитой (1772 год) деревня в составе Российской империи, административно в Могилёвском уезде Могилевской губернии.
В 1777 году Флориан Куровский был заставным (закладным) владельцем д. Сметаничи (135 крестьян, 3 еврея) и д. Говяды (87 крестьян, 3 еврея), которые принадлежали графу Михаилу Пацу. В 1785 в составе имения Головчин графа Михаила Паца.
С 1840 года деревня Говяды относилась к владениям помещика Осипа Адамовича Курча, которая досталась ему по наследству. В 1882 году Осип Адамович Курч имел в деревнях Сметаничи и Говяды 1186 десятин земли, 3 корчмы и сад.
В 1880 годах значительная часть жителей занималась изготовлением льняной и пеньковой пряжи и ткани, посуды и других бытовых вещей из дерева, бондарным промыслом. Согласно переписи 1897 года, в Толпечицкой волости Могилёвского уезда, имелись школа грамоты, хлебозапасный магазин, постоялый дом. Рядом находился фольварк (1 двор, 5 жителей). В 1908 году школа грамоты преобразована в земскую.
В 1909 году Говядскому сельскому обществу (в числе 93 дворов) принадлежало 929+3⁄4 десятин земли, помещице Екатерине Михайловне Курч (бывшая супруга Степана Осиповича Курча) — 110 десятин земли в фольварке Говяды. Деревня Говяды относилась к приходу Лозицкой Покровской церкви (село Большие Лозицы).
На базе дореволюционной создана рабочая школа 1 ступени, в которой в 1925 году занимались 48 учеников из деревни Говяды, посёлков Красный и Далецкий. С 20 августа 1924 года в Шкловском районе Могилёвского округа (до 26 июля 1930 года). В 1930 году был организован колхоз «Красный борец». С 20 февраля 1938 года в составе Могилёвской области.
В Великую Отечественную войну с июля 1941 года до начала июля 1944 деревня была оккупирована немецко-фашистскими захватчиками.
В 1965 году к Говядам присоединена деревня Корабль.
В 1991 году в составе колхоза «Рассвет» (центр — деревня Толкачи), действовали клуб, магазин, автоматическая телефонная станция. С 18 февраля 1997 года деревня Говяды — центр Толкачевского сельсовета.
В 2005 году деревня Говяды преобразована в агрогородок.
По состоянию на 2007 год функционировали средняя общеобразовательная школа, детский сад, дом культуры, библиотека, врачебная амбулатория, фельдшерско-акушерский пункт, отделение связи, комплексно-приёмный пункт бытового обслуживания населения.

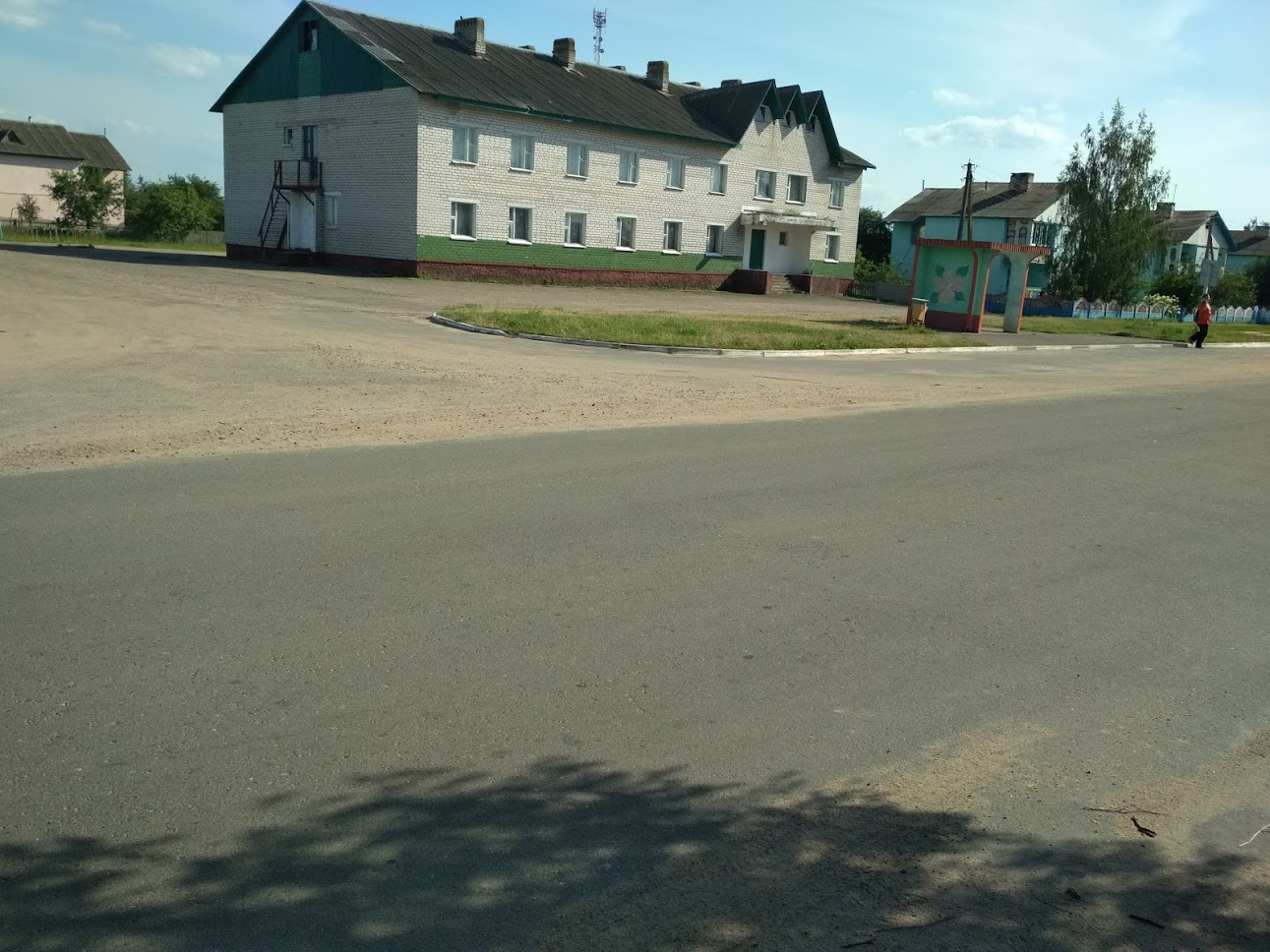
Здание бывшего общежития, 2018

## Население

### Численность
- 2019 год — 593 человека

### Динамика
- 1785 год — 33 двора, 174 жителя
- 1880 год — 50 дворов, 334 жителя
- 1897 год — 77 дворов, 461 житель
- 1909 год — 93 двора, 569 жителей
- 1991 год — 71 двор, 134 жителя
- 1997 год — 64 дворов, 158 жителей
- 2007 год — 261 двор, 689 человек
- 2009 год — 693 человека

## Культура
- Дом культуры
- Музей ГУО «Говядская средняя школа Шкловского района»

## События и мероприятия
- 2023 год — районный фестиваль «Дажынкi»